# Oymapınar-Talsperre
Die Oymapınar-Talsperre am Manavgatfluss liegt im Taurusgebirge in der Türkei, etwa 80 km östlich von Antalya und 25 km landeinwärts von der Küste. Sie ist die größte Talsperre in der Region. 
Die Oymapınar-Staumauer ist eine zweifach gekrümmte Bogenstaumauer, d. h. die Mauer ist horizontal und vertikal gekrümmt. Die Bogenstaumauer hat eine Gesamthöhe von 185,40 m. Die Staumauer ist in 24 Blöcke mit einer Breite von je 15 m gegliedert. Die Sohlfuge befindet sich 30 m unterhalb der ehemaligen Geländeoberfläche. Auf der Krone befindet sich eine 7,50 m breite Fahrbahn. 
Insgesamt wurden 676.000 m³ (nach anderen Angaben 573.000 m³) Beton in dem Bauwerk verbaut. Das Kavernenkraftwerk mit vier Turbinen, das sich in einer unterirdischen Kaverne im Fels befindet, hat eine maximale Leistung von 540 MW. Dies sind 3 % der gesamten türkischen installierten Leistung.
Der Felsuntergrund besteht aus stark verkarstetem dolomitischem Kalkstein, der mit Klüften durchzogen ist. Daher musste unter der Mauer ein ausgedehnter Dichtungsschleier eingebracht werden. Das Staubecken musste abgedichtet werden, um Wasserverluste durch Ponore zu vermeiden.
Die Talsperre wurde vom türkischen Staat gebaut und von dem französischen Ingenieurbüro Coyne et Bellier aus Paris geplant. Hauptauftragnehmer war die Firma Bilfinger und Berger aus Mannheim. Die Bauarbeiten an der Staumauer waren im Februar 1983 beendet. Beim Betreten des Gebietes etwa 3 km um den Damm herum ist pro Person 1 Lira oder 50 Eurocent zu zahlen (Stand: September 2012).
Unterhalb der Mauer am Tosbecken befindet sich ein 40 m hoher sogenannter „Babydamm“. Dieses Becken dient zur Beruhigung des Wassers aus dem Grundablass und der Hochwasserentlastungsanlage. Diese ist eine Doppelschussrinne neben der Mauer, über die das Wasser beim Überlaufen spektakulär in einem Bogen hinweg schießt.

## Stausee
Der Stausee hat eine Oberfläche von 470 (oder 500) ha und einen Speicherraum von 300 Mio. m³. Auch wenn er nur über eine Straße mit Serpentinen zu erreichen ist, ist der Stausee ein touristisches Ziel. In den Sommermonaten werden Bootstouren angeboten und die Restaurants in Ufernähe haben geöffnet.